# ベスト・オブ・ミス

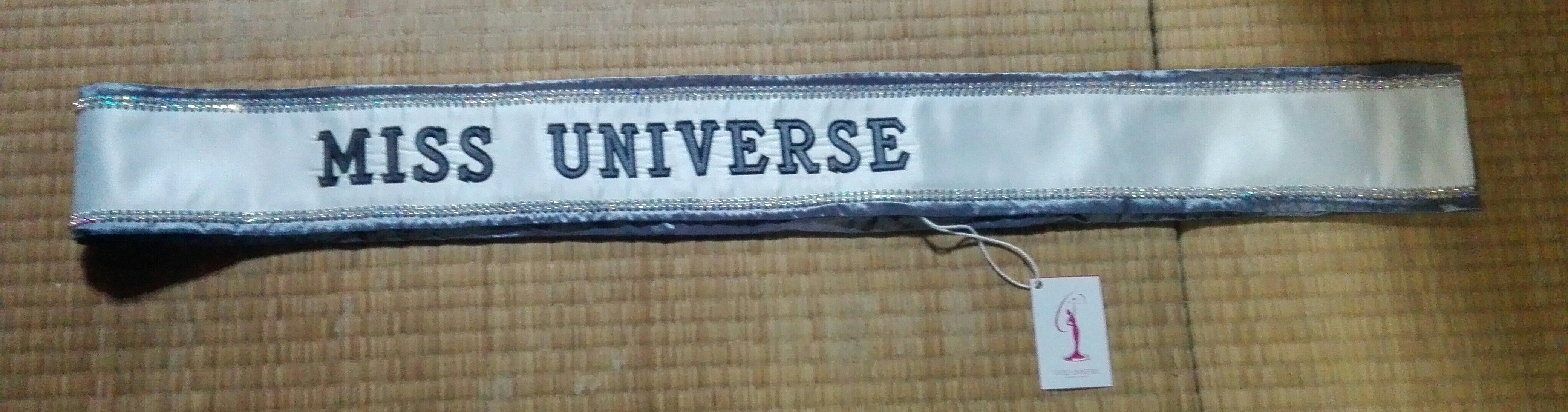
ミスユニバース世界大会グランプリ用たすき

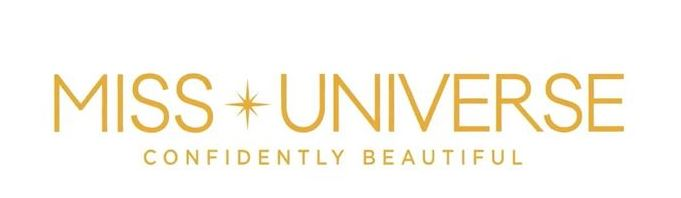
MISSUNIVERSE大会ロゴ

ベストオブミス ( BEST OF MISS ) は、ミス・ユニバース・ジャパンをはじめとするミスコンテストの運営団体。

## 概要
- Best of Miss とは、「ミス・ユニバース・ジャパン」「レディユニバースジャパン」「ミスユニバーシティ」「ミスプラネットジャパン」「ミスグランドジャパン」「ミセスSDGs」「ミスフリーダム」等の複数の世界的ミスコンテストの合同地方代表選考会である。
- 各県大会ではそれぞれの地元の会社が毎年エリアパートナーとして地方大会を開催しており北海道から沖縄まで地元の特色を生かした大会が行われる。
- 運営は日本ミスコン協会(JMCA)（代表・内田洋貴）。
- 2018年度まで存在したミスユニバースジャパン地方大会を内田氏が改良した

## ミスユニバースジャパン
- ベストオブミスはミス・ユニバース・ジャパンの地方大会を運営している団体であり、ミス・ユニバース・ジャパンを含む複数のミスコンテスト（ミス・プラネット・ジャパン、ミス・ユニバーシティなど）の合同地方代表選考会を主催しています。
- 各都道府県で地方大会を開催し、それぞれの日本大会へ県代表として出場する女性を各大会ごとに1名選出します。
- 地域活性化や女性支援を目的とし、出場者にウォーキングやスピーチなど世界基準のレッスンを提供し、潜在的な能力や魅力を引き出し、社会で活躍できる女性リーダーを育成することを目指しています。

まとめると：
「ベスト・オブ・ミス」は、「ミス・ユニバース・ジャパン」の日本代表を選出するための「地方予選」のような位置づけです。ベスト・オブ・ミスの各地方大会で選ばれた代表が、ミス・ユニバース・ジャパンの日本大会に進出し、そこから日本代表が選ばれて世界大会へ挑む、という流れになります。

## ミスユニバーシティ
- 大学生、専門学校生のミスコンテストである。ミスユニバーシティは47都道府県でミス・コンテストの県大会を開催してミスユニバースジャパンのセミファイナリストを選考する。
- 令和時代の女子アナウンサーの登竜とも言われている[1]。
- キャッチフレーズは『今できること』
- 2021年度は、2021年6月13日にファイナリスト21名が発表された。総応募者数は1000人から選出された[2]。

## ミスプラネットジャパン
日本一派手なミスコンテストと言われは47都道府県でミス・コンテストの県大会を開催しているベストオブミスから代表が選ばれる

## ミセスSDGs
日本ミスコンテスト協会が国連などの機関と連携しSDGsの大使を発掘するミセスコンテスト
国内で一番規模の大きいミセスコンテストで審査員長にはアンミカやデヴィ夫人などが務める

## 音色兼備
ベストオブミス出身のMiss Universe Japan2024神奈川代表の鶴田香耶(つるだかや)とLady Universe 2024 世界大会優勝の青柳汐音（あおやぎしおん）からなる音楽ユニットの音色兼備

## 🏆【2025 大阪・関西万博 × ベストオブミス】

### ✨ 史上初の全国グランプリ集結イベント
2025年、大阪・関西万博の特設ステージにて、全国から選ばれた「ベストオブミス2025年度グランプリ57名」が一堂に会する、史上初の合同ステージが開催されました。
これは「日本の美・品格・知性・文化」を世界に向けて発信する象徴的な企画であり、国内外の観客・メディアから注目を集めました。
| 都道府県 | ミス・ユニバース・ジャパン2025 | ミス・プラネット・ジャパン2025 | ミス・ユニバーシティ2025 |
| -------- | ------------------------------ | ------------------------------ | ------------------------ |
| 北海道   | 近藤 ななみ                    | 北乃 美杏                      | 福本 あめり              |
| 宮城     | 岡澤 風華                      |                                |                          |
| 福島     | 菅野 珠衣                      |                                |                          |
| 茨城     | 森永 千浩                      | 小泉 沙弥佳                    | 加藤 菜々海              |
| 栃木     | 橋本 佳央理                    | 大塚 玉藍                      |                          |
| 千葉     | 斎藤 千歩                      |                                |                          |
| 東京     | 岩渕 憧呼                      | 星乃 しほ                      | 柚木 麻央                |
| 神奈川   | 木村 真奈美                    | 瀬下 未来                      | 加藤 杏樹                |
| 石川     | 武田 美香                      | 今野 未有希                    | 長沢 紋奈                |
| 山梨     | 飯田 優華                      | 阿井 美紗貴                    |                          |
| 岐阜     | 石井 礼菜                      | 伊藤 梨紗                      | 高塚 雅姫                |
| 静岡     | 藤田 早葵                      | 杉山 佳穂                      | 山本 桃花                |
| 愛知     | 川野 利花子                    |                                | 小林 愛佳                |
| 京都     |                                | 小栗 有賀                      | 一条 美輝                |
| 大阪     | 井上 晴菜                      | 原 かれん                      | 能浦 奈々                |
| 兵庫     |                                | 天使 煌来                      | 和根﨑 颯美]             |
| 奈良     | 鷲岡 シルバメアリー            | 山口 真央                      | 宮武 理子                |
| 和歌山   | 髙橋 美紅                      | 三崎 海色                      | 平野 莉沙                |
| 鳥取     | 佐伯 天鳳                      | 松浦 未来歩                    | 木下 叶梨                |
| 広島     | 片岡 成美                      | 松井 夏恋                      | 平田 詩奈                |
| 愛媛     | 西村 怜子                      |                                |                          |
| 福岡     | 小野 佑里乃                    | 髙山 幸乃                      | 飯田 樟栞                |
| 鹿児島   | 長田 和寿那                    |                                |                          |
| 沖縄     | 高山 智恵美                    | 金城 真美                      | 松井 麗                  |

## ビューティーキャンプ
ビューティーキャンプ（BC）とは、ミスとして必要なスキルを身につけるための本格的なトータルビューティープログラムのこと

## 社会貢献
ピンクリボン活動や振袖gram活動などを主に行う